# Acomis
Acomis je maleni biljni rod iz porodice glavočika. Pripada mu svega četiri endemske vrste iz Australije.

## Vrste
1. Acomis acoma (F.Müll.) Druce
2. Acomis bella A. E. Holland
3. Acomis kakadu P.G. Wilson
4. Acomis macra F.Müll.